# Manuel Alejandro
Manuel Álvarez-Beigbeder Pérez (Jerez de la Frontera, 20 de febrero de 1932), más conocido como Manuel Alejandro, es un cantautor, músico, 
arreglista, productor musical español. Reconocido por ser el principal compositor de los más icónicos artistas de la balada romántica.

## Vida personal
Es hijo del también compositor Germán Álvarez Beigbeder (1882-1968) y es uno de diez hermanos. De joven recuerda cómo su padre les ponía música clásica durante el día, pero por la tarde disfrutaban del flamenco en su barrio de Santiago.

### Matrimonios e hijos
Se casó en primeras nupcias con Helena Gómez Estrada, con quien tuvo tres hijos: Javier, Carlos y Patricia. De su segundo matrimonio con Purificación Casas Romero (Madrid, 7 de abril de 1946 - 12 de marzo de 2021) tuvo cuatro hijas: Alejandra, Beatriz, Marian y Viviana. Purificación Casas firmó como autora varias composiciones junto a su esposo, aunque bajo el seudónimo de Ana Magdalena en honor de la segunda esposa de Johann Sebastian Bach, Anna Magdalena Wilcke.
Es padrino de bautizo de Alejandro Sanz, quien ha demostrado su admiración por el compositor.

## Trayectoria artística
Con sólo 16 años y el conservatorio completado tuvo una lesión en su brazo derecho que le impide estirarlo por completo, dificultando su dedicación a la música clásica. Desde joven ha sido compositor, arreglista, director de orquesta, productor e incluso cantante solista.
Manuel Alejandro conoció el éxito durante los años sesenta como autor de las canciones más exitosas del cantante Raphael, para quien compuso Yo soy aquel, Cuando tú no estás y Cierro mis ojos, entre muchas otras, además de componer temas como Ese día llegará ―interpretado por Mirla Castellanos― que en 1969 ganó el Festival Internacional de la Canción de Benidorm, y Fango ―también interpretado por Mirla Castellanos― que ganó el Primer Festival de la Onda Nueva (en 1971), organizado por el músico y compositor Aldemaro Romero. En 1969 Gana el segundo Festival Internacional de la canción de Málaga, con la pieza ¨Ya no me vuelvo a enamorar¨ cantada por la cubana Luisa María Güell quien interpretaría del compositor otros temas con posterioridad. 
A principios de los años setenta compuso para el popular artista valenciano Nino Bravo, los temas Como todos, Es el viento, No debo pensar en ti y Quién eres tú. Continuó cosechando grandes éxitos en esa década en las voces de Libertad Lamarque, Pedro Vargas, Julio Iglesias, Rocío Jurado, además de José Luis Rodríguez "El Puma" y del mismo Raphael, entre otros artistas.
En los años ochenta y noventa compuso y produjo discos completos para: Emmanuel, José José, Raphael, Rocío Jurado, Isabel Pantoja, Julio Iglesias, Plácido Domingo, Hernaldo Zúñiga, El Puma Rodríguez y Jeanette.
Sin duda alguna Emmanuel, es el gran vendedor de Manuel Alejandro en la década de los 80, sus dos discos Íntimamente… y Emmanuel los cuales fueron super ventas. Solamente el titulado Íntimamente… se convirtió en el más vendido de la industria mexicana, según reporte de Amprofon, hasta ahora con más de 15 millones de discos vendidos.
Uno de los grandes intérpretes de Manuel Alejandro es José José, para quien realizó dos discos: Secretos (lanzado en 1983), convirtiéndose en el disco más vendido para el cantante hasta ese momento. Este disco ha logrado vender más de 26 millones de copias y que se convirtió en el disco más vendido de la discografía mexicana; y Grandeza mexicana (1994) con el cual cosechó grandes éxitos, vendiendo más de 2 millones de copias. También ha compuesto discos completos para el cantante Luis Miguel con quien en 2008 lanzó la producción titulada Cómplices.

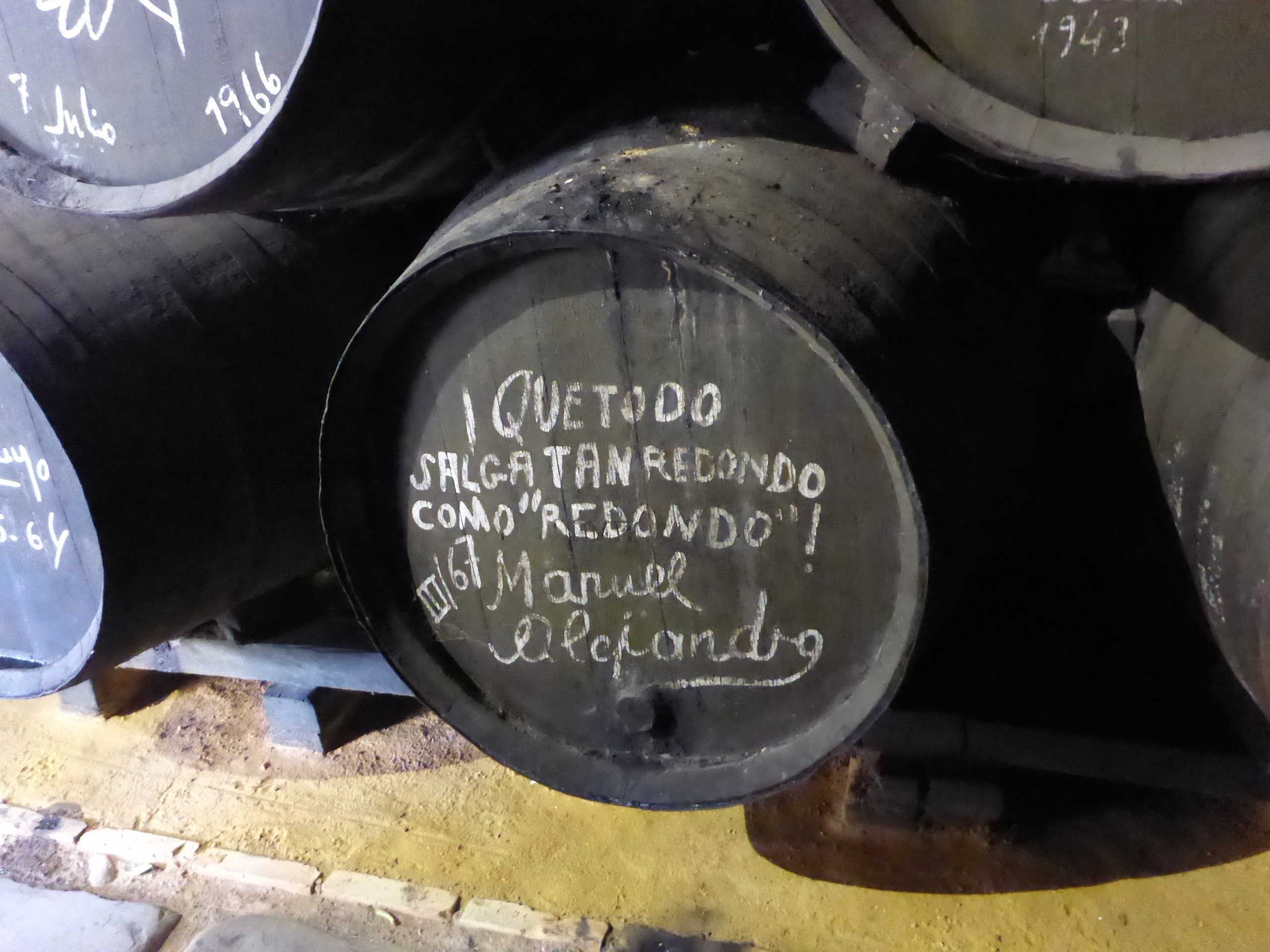
Dedicatoria

Como solista ha grabado 3 álbumes; uno en 1972 con la discográfica RCA y otros dos con Ariola en 1973 y 1974. Ha producido una recopilación de éxitos junto a Ana Magdalena.  El último titulado Etiqueta negra. En 1968 grabó un LP en Hispavox, con versiones instrumentales de los éxitos de Raphael y otro LP instrumental en 1969, con canciones al estilo barroco.
Es un gran aficionado al arte flamenco, así como a la tecnología musical, aunque se ha pronunciado en contra del exceso de fusión.

## Premios y galardones
- En 1987 su ciudad natal le dedicó una calle.[13]

- Recibió el Premio de Honor en los Premios de la Música en 2008[14] y un Grammy latino a su carrera en 2011.[15]

- En mayo de 2012, tras casi 30 años, volvieron a reunirse dos grandes de la música española, Raphael y Manuel Alejandro con 12 nuevos temas.[16]

- En 2013 pasó a formar parte del Salón de la Fama de Compositores Latinos y recibió el premio La Musa.[17]

- En 2014 el Consejo de Ministros de España le concedió la Medalla de Oro al mérito en las Bellas Artes.[18]

- Hijo predilecto de Jerez en 2020[19]

- En 2020 se estrena el documental en su homenaje "La fuerza de los mares. Un escritor de canciones"[20]

- En 2021 recibe el reconocimiento Bandera de Andalucía.[21]

- En 2022 es nombrado Hijo Predilecto de Jerez de la Frontera, de la provincia de Cádiz y de Andalucía.[22]

## Obras notables

### Algunos grandes éxitos compuestos por Manuel Alejandro
- Alejandro Sanz
  - «Y ya te quería (2021)»
- Basilio
  - «La Gioconda», «Cisne cuello negro».

- Dhario Primero
  - «He renunciado a ti», «A Esa» (Ambas en version Merengue).

- Gloria
  - «Si supieras».

- Emmanuel
  - «Quiero dormir cansado», «Insoportablemente bella», «Ven con el alma desnuda», «Todo se derrumbó dentro de mí», «El día que puedas», «Esa triste guitarra», «Vamos a amarnos despacio», «Caprichosa María», «Este terco corazón», «Tengo mucho que aprender de ti», «Con olor a hierba», «Venga», «Cuando no es contigo», «Pobre diablo», «Aquí no hay sitio para ti», «Hay que arrimar el alma», «Detenedla ya», «Seguía lloviendo afuera», «Porque ella no sabe vivir sin mí».

- José José
  - «Amar y querer», «El más feliz del mundo», «Lo dudo», «El amor acaba», «Voy a llenarte toda», «Cuando vayas conmigo», «Entre ella y tú», «Lágrimas», «He renunciado a ti», «Quiero perderme contigo», «Esta noche te voy a estrenar», «A esa», «Grandeza mexicana», «Nadie como ella», «Déjalo todo».

- Luis Miguel
  - «Si te perdiera», «Al que me siga», «De nuevo el paraíso», «Dicen», «Bravo, amor, bravo», «Ay, cariño», «Cómplices», «Si tú te atreves», «Te desean», «Amor a mares».

- José Luis Rodríguez "El Puma"
  - «Será que estoy enamorado», «¿Te imaginas, María?», «Dueño de nada», «Dulcemente amargo», «Este amor es un sueño de locos», «Espérate», «Un toque de locura», «Voy a perder la cabeza por tu amor», «Por si volvieras», «Te propongo separarnos», «Piel de hombre», «Vale la pena volver».

- Julio Iglesias
  - «Así nacemos», «Niña», «Manuela», «Lo mejor de tu vida», «Te voy a dejar de querer», «Que no se rompa la noche», «Un hombre solo», «Alguien», «El mar que llevo dentro», «Todo el amor que te hace falta», «Intentando otra vez enamorarte», «Procura hablarle tú».

- Hernaldo Zúñiga
  - «Procuro olvidarte», «Insoportablemente bella», «Amor de tantas veces»,  «Ese beso que me has dado».

- Nino Bravo
  - «Es el viento», «Como todos», «No debo pensar en ti», «¿Quién eres tú?».

- Rocío Jurado
  - «Como yo te amo», «Mi bruto bello», «Lo sabemos los tres», «Señora», «Distante», «Ese hombre», «Lo siento, mi amor», «Se nos rompió el amor», «A que no te vas», «Si amanece», «Vibro», «Esta sed que tengo», «Algo se fue contigo», «Me hubiera gustado tanto», «Mi amante amigo».

- Raphael
  - «Yo soy aquel», «Qué sabe nadie», «Amor mío», «Provocación», «En carne viva», «Desde aquel día», «Estar enamorado», «Cuando tú no estás», «No puedo arrancarte de mí», «Después de tanto amor», «¿Qué tal te va sin mí?», «Digan lo que digan», «Cierro Mis Ojos», «Chabuca limeña», «Enamorado de la vida», «Estuve enamorado», «Los amantes», «Hablemos del amor», «De México a California», «Ave María», «Te estoy queriendo tanto».

- Jeanette
  - «Soy rebelde» (en el LP Palabras, promesas, 1973, Hispavox), «Viva el pasodoble», «Frente a frente», «Corazón de poeta», «El muchacho de los ojos tristes», «Cuando estoy con él», «Toda la noche oliendo a ti», «Comiénzame a vivir».

- Marisol
  - «Niña», «Háblame del mar, marinero», «Dile que vuelva», «Enamorado de ella».

- Plácido Domingo
  - «Sevilla», «El grito de América», «Canción para una reina», «Él necesita ayuda», «Si yo fuera él», «Soñadores de España», «Yo seré tu primer hombre», «Los dos estamos queriendo».

- Lupita D'Alessio
  - «No lo puedes negar».

- Angélica María
  - «Ayúdame a pasar la noche».

- Manoella Torres
  - «Si supieras».

- Luisa María Güell
  - «Ya no me vuelvo a enamorar», «Será», «Si supieras».

- Lolita Flores
  - «Si la noche de anoche volviera», «Sin dejar de amarte nunca».

- Los Chicos de Puerto Rico
  - «Ave María».

- Dulce (cantante)
  - «Porque me gusta a morir».

### Discos que contienen algunas canciones compuestas o producidas por Manuel Alejandro
- José José
  - 1977: Reencuentro, RCA Víctor («Amar y querer»).
  - 1979: Si me dejas ahora, RCA Víctor («Será»).
  - 1983: Secretos, RCA Ariola.
  - 1994: Grandeza mexicana, BMG U.S. Latin

- Emmanuel
  - 1980: Íntimamente, RCA Víctor
  - 1982: Tú y yo, RCA Víctor («Porque te vas»)
  - 1984: Emmanuel, RCA Víctor
  - 1996: Amor total, Polygram («Amor total», «Tarumba», «Mi Mujer», «Corazones», «Adiós mi sirena, adiós»)..

- Gracia Montes
  - 1983: Cuando un amor se termina

- Albert Pla
  - 1997: Veintegenarios en Alburquerque, CD, EMG Music (canción: «Soy rebelde»).

- Enrique Bunbury
  - 2010: Las consecuencias (canción: «Frente a frente»).

- Sola (cantante mexicana)
  - 1971: Sola (RCA Víctor). «Un muñeco de madera», «Oye mamá, oye papá», «He bajado al infierno», «En ellos creo», «Soy rebelde», «Tabú tabú», «Tú te has ido», «La última palabra», «Bada-bada-ba», «Únete a mí».

- Rocío Jurado
  - 1976: A que no te vas, RCA Víctor
  - 1978: De ahora en adelante, RCA Víctor
  - 1979: Señora, RCA Víctor
  - 1985: Paloma brava, EMI-Odeón
  - 1991: Sevilla, Sony Discos

- Raphael
  - 1961: Raphael (primer EP) Phillips, 4 canciones.
  - 1963: Tu conciencia (EP Barclay), Cuatro canciones compuestas por Manuel Alejandro y arregladas por Michel Colombier.
  - 1966: Canta… (BSO Cuando tú no estás) LP, Hispavox
  - 1967: BSO Al ponerse el sol, LP, Hispavox
  - 1968: BSO Digan lo que digan, LP, Hispavox
  - 1968: BSO El golfo, LP, Hispavox
  - 1971: Algo más…, LP, Hispavox
  - 1972: Volveré a nacer, LP, Hispavox
  - 1974: Amor mío, LP, Hispavox
  - 1980: Y sigo mi camino; LP, Hispavox
  - 1981: En carne viva; LP, Hispavox
  - 1983: Enamorado de la vida; LP, Hispavox
  - 1986: Toda una vida; LP, Hispavox
  - 1992: Ave Fénix; LP, Sony Discos
  - 1994: Fantasía; CD, Sony Latin
  - 1997: Punto y seguido; CD, Polygram
  - 2006: Cerca de ti; CD, EMI
  - 2012: El reencuentro, CD

- Rudy Márquez
  - 1980: Quisiera morir contigo; RCA Víctor

- Jeanette
  - 1973: Palabras, promesas (LP).
  - 1974: Porque te vas (LP).El compositor de esta canción es José Luis Perales
  - 1981: Corazón de poeta (LP).

- Johnny Mathis
  - 1983: Cuando vuelvas a casa, LP Discos CBS International

- Julio Iglesias
  - 1995: Vuela alto, Álbum "La Carretera" Sony Latin

- Jenni Rivera
  - 2011: "Joyas prestadas (álbum de Jenni Rivera)", Fonovisa Records/Universal Music

- Angélica María
  - 1985: Revelaciones (LP) RCA Ariola.

- Gloria
  - 1972: Gloria (LP), Movieplay (solo 3 canciones).
  - 1973: Gloria (De cuando en cuando) (LP), Movieplay
  - 1981: Un cielo llamado… (LP), Movieplay (solo 2 canciones).

- Libertad Lamarque
  - Hoy he soñado con Dios (de la película mexicana Hoy he soñado con Dios).
  - Esa mujercita (de la película mexicana Hoy he soñado con Dios).

- Marisol
  - 1976: Háblame del mar, marinero (LP), Zafiro

- Miguel Ángel
  - 1975: Manuela (LP), Movieplay

- Nino Bravo
  - 1970: Te quiero, te quiero, (LP), Polydor

- Plácido Domingo
  - Soñadores de España
  - 1989: Entre dos mundos (CD), Sony

- Pecos Kanvas
  - Procuro olvidarte.

- Varios artistas
  - 1968: BSO Sor Ye-Yé (LP), Discos Acuarium

- Vicky Leandros
  - 1978: ¡Oh, mi mama! (LP), CBS

- Basilio
  - 1977: Demasiado amor (LP), Zafiro

- Lolita Flores
  - 1978: Espérame (LP), CBS.

- Isabel Pantoja
  - 1993: De nadie (LP), BMG International U.S. Latin.

- Falete
  - 2006: Puta mentira («Amor de hecho», «Sevilla»).

- Alejandro Sanz
  - 2021: Y ya te quería («BIO»).

### Álbumes de recopilación con temas de Manuel Alejandro
- Manuel Alejandro: 
  - 1983: Romantiquísimo (Ariola)

- Ray Conniff
  - 1989: Ray Conniff interpreta 16 éxitos de Manuel Alejandro (Sony).

- Raphael
  - 1986: Toda una vida (LP), Hispavox («Homenaje del “Ruiseñor de Linares” a Manuel Alejandro»).

- Pandora
  - 2002: En carne viva (CD) Sony Music («Homenaje a Manuel Alejandro, con 10 temas de cantantes como Rocío Jurado, Hernaldo Zúñiga entre otros y dos popurrís de éxitos de Emmanuel y José José»).

- Varios artistas: La Paquera, La Macanita, Ángel Vargas, Vicente Soto Sordera, José Mercé, Lola Flores y Mª José Santiago
  - Jerez canta a Manuel Alejandro (CD) editado por Pasarela. También disponible bajo el nombre de "Así canta nuestra Tierra a Manuel Alejandro".[23]

### Discos compuestos, orquestados y producidos en su totalidad por Manuel Alejandro
- Raphael
  - 1971: Algo más..., Hispavox («Los amantes», «Un muñeco de madera», «Algo más que un amigo», «Ayudadme», «Calla», «Canción de cuna para un hombre viejo», «Cuando tenga mil años», «Israel», «Nada», «No lo puedo asegurar», «Romántica Moscú», «Me enamoré como nunca»).
  - 1972: Volveré a nacer, Hispavox («A veces llegan cartas», «Costumbres», «Volveré a nacer», «Muchas veces me pregunto», «Promesas», «Que difícil es», «Yo quiero amor», «El chacarero», «Te estoy queriendo tanto»).
  - 1974: Amor mío..., Hispavox («Amor mío», «Para no pensar en ti»).
  - 1981: En carne viva, Hispavox («En carne viva», «Qué sabe nadie», «Que tal te va sin mí», «Estar enamorado»).
  - 1983: Enamorado de la vida, Hispavox («Provocación», «Chabuca limeña», «No puedo arrancarte de mí).
  - 2012: Reencuentro Sony Music («Enfadados», «La mujer del lago azul», «Cosas de la vida», «Eso que llaman amor», «Sexo sentido», «Cuatro estrellas», «Confidencias», «El mundo será de ellas», «Por ti», «Te olvidaré a mi manera», «Un sueño», «Naturaleza muerta»).

- Sola
  - 1971: Sola, RCA («Soy rebelde», «Oye mamá, oye papá», «Un muñeco de madera»)

- Marisol
  - 1976: Háblame del mar marinero, Zafiro

- Rocío Jurado
  - 1976: Rocío Jurado, RCA («A que no te vas», «La querida», «Se nos olvida», «Sin tu saberlo»).
  - 1978: De ahora en adelante, RCA («Si amanece», «Lo siento mi amor», «Quisiera morir contigo», «Mi amante amigo», «De ahora en adelante», «No cierres los ojos, niño», «Todo el mundo», «Si te habla de mí», «Vete ya», «Fiel»).
  - 1979: Señora, RCA («Señora», «Como yo te amo», «Ese hombre», «Algo se me fue contigo»).
  - 1985: Paloma brava, EMI-Odeón («Se nos rompió el amor», «Se va a reír de ti», «Vibro», «Distante», «Paloma brava», «Mejor te vas», «Lo sabemos los tres», «Como siempre que no estás», «Perros perdidos», «Mi bruto bello»).

- Basilio
  - 1977: Demasiado amor, Zafiro («Demasiado amor», «Cisne cuello negro», «Te llevaré una rosa», «La gioconda»).

- José Luis Rodríguez "El Puma"
  - 1977: Una canción de España, Ariola España («Voy a perder la cabeza por tu amor», «Qué nos une a ti y a mí», «Será que estoy enamorado», «Espérate», «Una canción de España», «Tú», «Aun quisiera correr más», «Silencio», «Yo no quiero oír hablar al hombre», «Quisiera saber por qué»).
  - 1978: Por si volvieras, Ariola España («Por si volvieras», «Este amor es un sueño de locos», «Tendría que llorar por ti», «Y surgió el amor», «Amante Eterna, Amante Mía», «Dulcemente Amargo», «¿Te imaginas María?», «Una golondrina no hace un verano»).
  - 1982: Dueño de nada, CBS («Dueño de nada», «Si a veces hablo de ti», «Te conozco desde siempre», «Hay muchas cosas que me gustan de ti», «Un toque de locura», «Te propongo separarnos», «Volvamos a casa», «Hay que quererte mucho», «Querida», «Pajarillo»).
  - 1992: Piel de hombre, Sony Music («Piel de hombre», «Torero» (dueto con Julio Iglesias)», «Vale la pena volver», «Tengo el otoño en mis ojos», «Su majestad la vida», «Alguien tiene que ceder», «Esta manera tan enorme de amarte», «Atrapado en río», «Ni tu mundo ni mi mundo», «Quien sobra aquí soy yo»).

- Hernaldo Zúñiga
  - 1980: Hernaldo, el original, Columbia («Procuro olvidarte», «Insoportablemente bella», «Amor de tantas veces»).

- Emmanuel
  - 1980: Íntimamente…, RCA («Insoportablemente bella»», «Quiero dormir cansado», «Tengo mucho que aprender de ti», «El día que puedas», «Con olor a hierba», «Esa triste guitarra», «Caprichosa María», «Este terco corazón», «Todo se derrumbó dentro de mí»).
  - 1984: Emmanuel, RCA («Pobre diablo», «¡Detenedla ya!», «Hay que arrimar el alma», «Seguía lloviendo afuera»).
  - 1996: Amor total, Polygram («Amor total»).

- Jeanette
  - 1981: Corazón de poeta, RCA («El muchacho de los ojos tristes», «Corazón de poeta», «Acabaré llorando», «Toda la noche oliendo a ti», «Cuando estoy con él», «Frente a frente»).

- José José
  - 1983: Secretos, Ariola («Lo dudo», «El amor acaba», «A esa», «Lágrimas», «He renunciado a ti», «Cuando vayas conmigo», «Voy a llenarte toda», «Entre ella y tú», «Quiero perderme contigo», «Esta noche te voy a estrenar»).
  - 1994: Grandeza mexicana, BMG Ariola («Grandeza mexicana», «La fuerza de la sangre» (a dúo con José Joel), «José y Manuel» (a dúo con Manuel Alejandro), «Déjalo todo», «No existe la experiencia en el amor», «Me olvidé de olvidarte», «Nadie como ella»,[24] «Mujer»,[24] «Te quiero joven»,[24] «La barca de nuestro amor».[24]

- Julio Iglesias
  - 1987: Un hombre solo, CBS («Lo mejor de tu vida», «Todo el amor que te hace falta», «Intentando otra vez enamorarte», «Procura hablarle tú», «Que no se rompa la noche», «Un hombre solo», «Te voy a dejar de querer», «Evadiéndome», «Alguien», «El mar que llevo dentro»).

- Plácido Domingo
  - 1989: Soñadores de España, CBS («El grito de América», «Si yo fuera él», «Yo seré tu primer honmbre», «Sevilla», «Canción para una reina», «Soñadores de España» (a dúo con Julio Iglesias), «Él necesita ayuda», «Los dos estamos queriendo»).

- Isabel Pantoja
  - 1993: De nadie («De nadie», «Caballo de rejoneo», «Desde que vivo con otro», «Porque me gusta a morir», «Así no se juega al amor», «Quédate a dormir conmigo», «La luz está en el sur», «Todo sigue igual», «Con la gente que me gusta», «Hay que sembrar en Navidad)

- Luis Miguel
  - 2008: Cómplices, WEA («Te desean», «Dicen», «Ay, cariño», «De nuevo el paraíso», «Si tú te atreves», «Amor a mares», «Estrenando amor»[25] «Bravo amor, bravo», «Tu imaginación»,[26] «Cómplices», «Amor de hecho», «Se amaban».

### Duetos de Manuel Alejandro
- José José canta: «José y Manuel» a dúo con Manuel Alejandro (Grandeza mexicana, 1994, BMG Ariola).
- Plácido Domingo canta: «Soñadores de España» a dúo con Julio Iglesias (Soñadores de España, 1989, CBS).
- José Luis el Puma Rodríguez canta: «Torero» a dúo con Julio Iglesias (Piel de hombre, 1992, Sony Discos).